# Ellery Clark
Ellery Harding Clark (East Roxbury - Massachusetts, 13 maart 1874 – Hingham, 17 februari 1949) was een Amerikaanse atleet. Hij was een van de beste Amerikaanse all-around atleten tussen 1893 en 1912.

## Biografie

### Hoed als markering
Clark studeerde in 1897 af aan Harvard (Cambridge, Massachusetts). Hij won op de Olympische Spelen van 1896 de onderdelen verspringen en hoogspringen. Hij was hiermee de eerste en enige atleet die olympisch kampioen werd op beide onderdelen. Bij het verspringen gebruikte hij een hoed om aan te geven, waar hij moest beginnen met zijn aanloop. Zijn eerste twee pogingen waren ongeldig. Nog voordat hij zijn derde poging kon doen, nam een official (waarschijnlijk de latere koning van Griekenland, Constantijn I van Griekenland) zijn hoed weg. Zijn derde poging (zonder hoed) was geldig en voldoende om de wedstrijd te winnen.

### Succesvol op meerkamp
Ondanks dat hij het verspringen won bij de Olympische Spelen, won Ellery Clark nimmer een nationale titel op dit onderdeel. Desalniettemin was hij een zeer succesvol meerkamper (een voorloper van de huidige tienkamp). In 1896 en 1897 werd hij kampioen van New England en in 1897 won hij het Amerikaanse AAU-(Amateur Athletic Union)kampioenschap. In datzelfde jaar kreeg hij te maken met een zware knieblessure. Hierdoor kon hij twee jaar lang niet aan wedstrijden deelnemen. In 1903, op 29-jarige leeftijd, kwam hij terug en werd opnieuw AAU-kampioen.

### Geremd door bronchitis op tweede OS
Op 30-jarige leeftijd deed Clark mee aan de Olympische Spelen van St. Louis in 1904. Vanwege bronchitis waar hij aan leed, kwam hij niet verder dan een zesde plaats op de all-around (tienkamp). Tot op 56-jarige leeftijd deed hij ook aan snelwandelen.

### Veelzijdig talent
In 1991 werd Ellery Clark door de USA Track & Field in de Hall of Fame opgenomen. Naast atleet was hij ook schrijver, leraar, atletiektrainer, procureur en zat hij in de politiek. Hij schreef negentien boeken, waarvan het boek Caribbean in 1952 werd verfilmd. Hij zat ook in het stadsbestuur van Boston.

## Titels
- Olympisch kampioen verspringen - 1896
- Olympisch kampioen hoogspringen - 1896
- Amerikaans kampioen all-around - 1897, 1903

## Persoonlijke records
| Onderdeel    | Prestatie      | Datum         | Plaats |
| ------------ | -------------- | ------------- | ------ |
| verspringen  | 6,35 m (ex-OR) | 7 april 1896  | Athene |
| hoogspringen | 1,81 m (ex-OR) | 10 april 1896 | Athene |

## Palmares

### hoogspringen
- 1896:  OS - 1,81 m (OR)

### verspringen
- 1896:  OS - 6,35 m (OR)

### all-around/tienkamp
- 1897:  Amerikaanse kamp. - 6244,5 p
- 1903:  Amerikaanse kamp. - 6318,25 p
- 1904: 6e OS - 2078 p

1896: Ellery Clark ·
1900: Irving Baxter ·
1904: Samuel Jones ·
1908: Harry Porter ·
1912: Alma Richards ·
1920: Richmond Landon ·
1924: Harold Osborn ·
1928: Robert Wade King ·
1932: Duncan McNaughton ·
1936: Cornelius Johnson ·
1948: John Winter ·
1952: Walter Davis ·
1956: Charles Dumas ·
1960: Robert Sjavlakadze ·
1964: Valeri Broemel ·
1968: Dick Fosbury ·
1972: Jüri Tarmak ·
1976: Jacek Wszoła ·
1980: Gerd Wessig ·
1984: Dietmar Mögenburg ·
1988: Hennadi Avdjejenko ·
1992: Javier Sotomayor ·
1996: Charles Austin ·
2000: Sergej Kljoegin ·
2004: Stefan Holm ·
2008: Andrej Silnov ·
2012: Erik Kynard ·
2016: Derek Drouin ·
2020: Gianmarco Tamberi & Mutaz Essa Barshim ·
2024: Hamish Kerr
1896: Ellery Clark ·
1900: Alvin Kraenzlein ·
1904: Meyer Prinstein ·
1908: Frank Irons ·
1912: Albert Gutterson ·
1920: William Petersson ·
1924: William DeHart Hubbard ·
1928: Ed Hamm ·
1932: Ed Gordon ·
1936: Jesse Owens ·
1948: Willie Steele ·
1952: Jerome Biffle ·
1956: Greg Bell ·
1960: Ralph Boston ·
1964: Lynn Davies ·
1968: Bob Beamon ·
1972: Randy Williams ·
1976: Arnie Robinson ·
1980: Lutz Dombrowski ·
1984: Carl Lewis ·
1988: Carl Lewis ·
1992: Carl Lewis ·
1996: Carl Lewis ·
2000: Iván Pedroso ·
2004: Dwight Phillips ·
2008: Irving Saladino ·
2012: Greg Rutherford ·
2016: Jeff Henderson ·
2020: Miltiadis Tentoglou ·
2024: Miltiadis Tentoglou
- International Standard Name Identifier: 0000 0000 4536 0502
- Library of Congress Control Number: no2001080722
- Nationale Bibliotheek van Israël: 987007364442305171
- SNAC: w69q6ht3
- Virtual International Authority File: 9500545
- WorldCat: E39PBJxhp976ff99VC6RvBdYT3